# Reteporella grimaldii

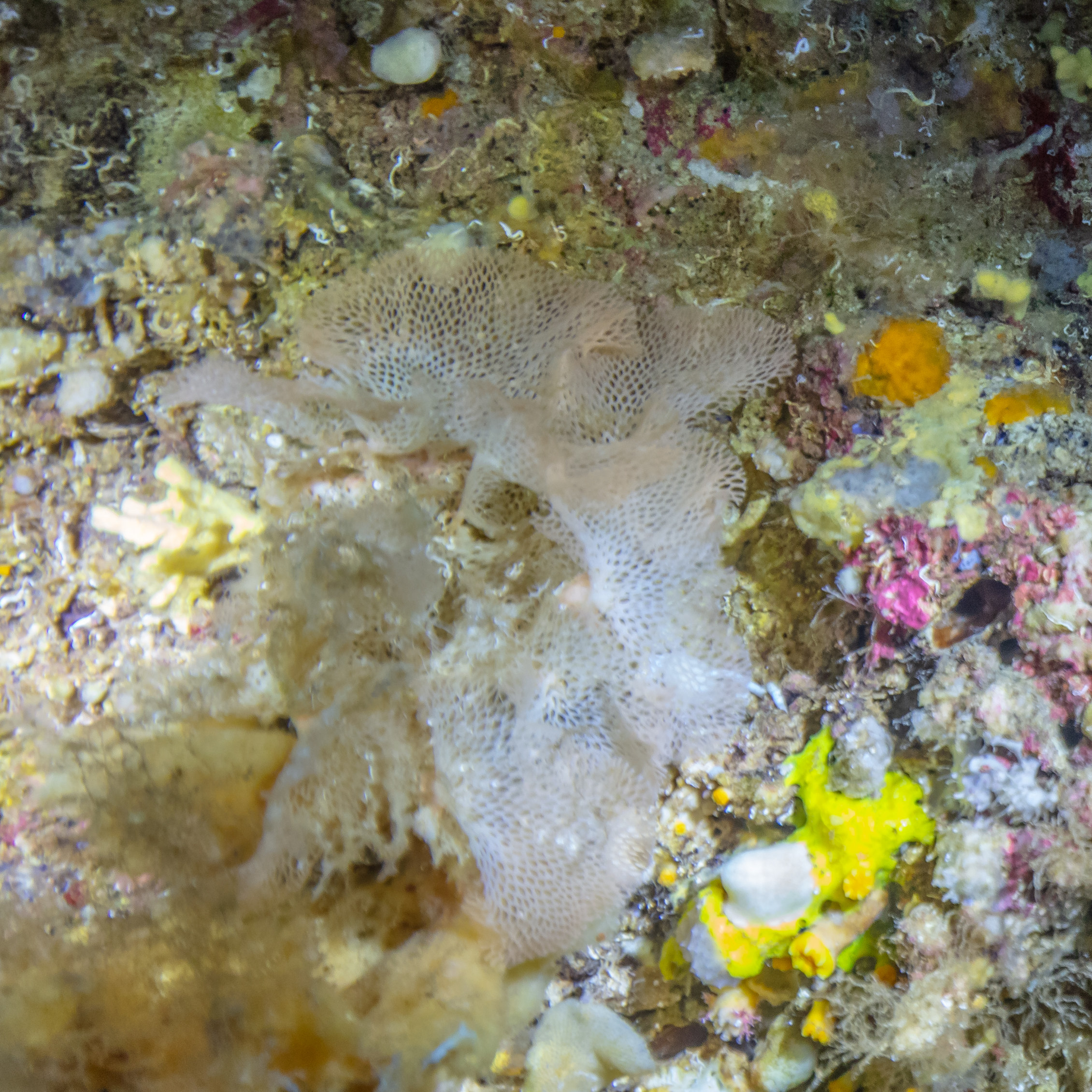
Ejemplar en una cueva submarina en Gozo (Malta).

Reteporella grimaldii, comúnmente conocida como encaje de Neptuno, es una especie de briozoos de la familia Phidoloporidae.